# Altes Schloss (Kleinwallstadt)
Das Alte Schloss (nach alten Aufzeichnungen eigentlich Wallberg, Waleberg oder Waleburc), früher falsch als Burg Waldenberg gedeutet, ist eine abgegangene hochmittelalterliche Burganlage. Die seit 2006 wieder ausgegrabene, ehemalige Höhenburg liegt im östlichen Teil der Gemarkung der Marktgemeinde Kleinwallstadt im Landkreis Miltenberg in Unterfranken in Bayern.

## Geographische Lage

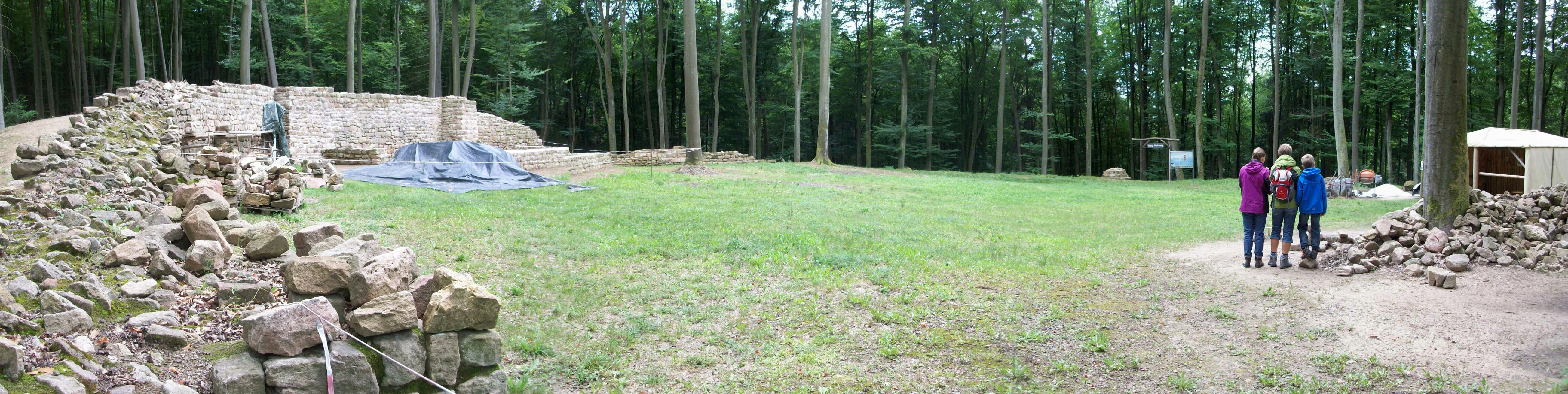
Panoramablick aufs Burgplateau von Norden (August 2012)

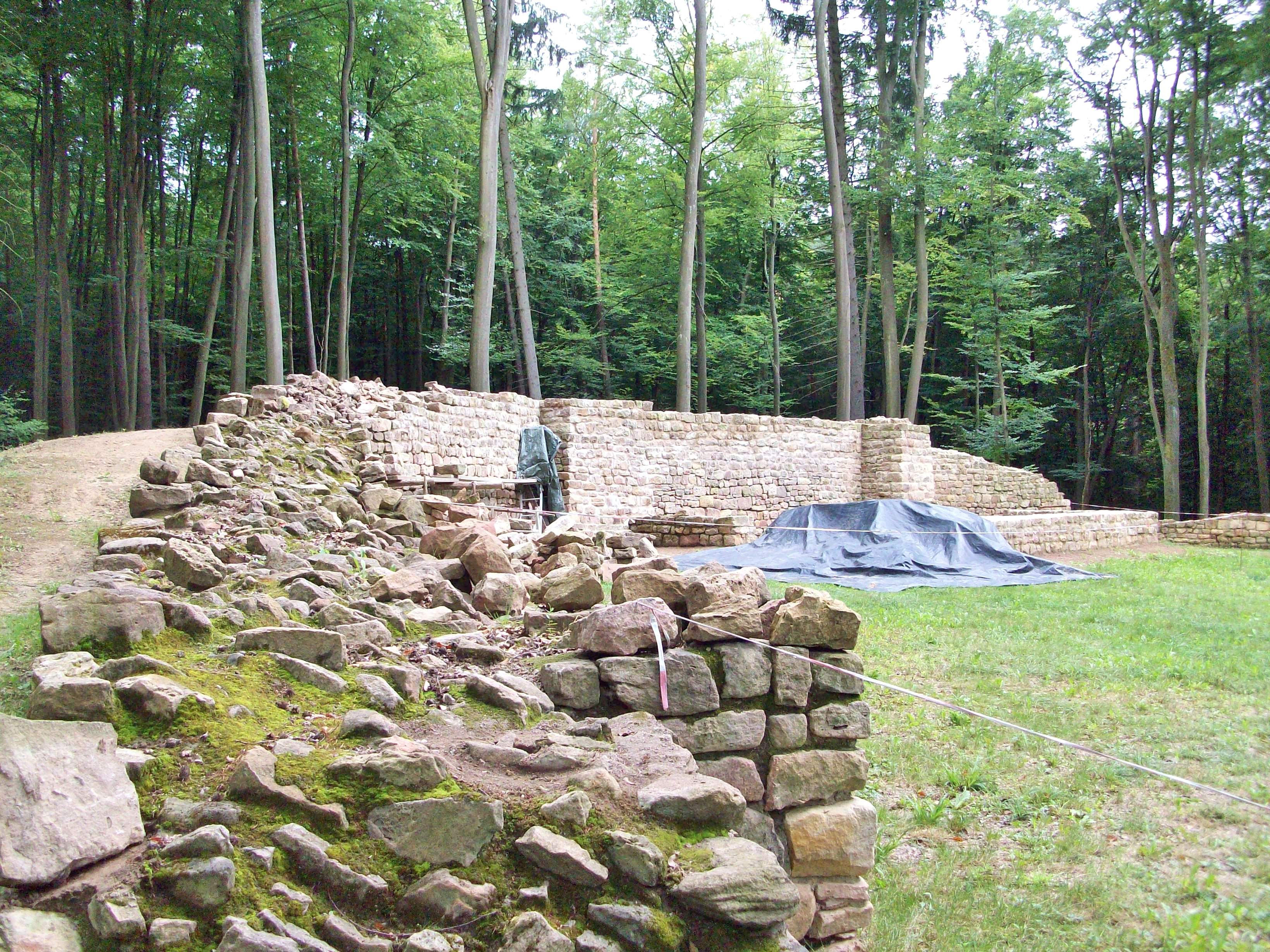
Die ausgegrabene und teilrekonstruierte Umfassungsmauer der Burg war an der Spornseite bis zu zehn Meter hoch und ein bis zwei Meter breit. Sie war von beiden Seiten gemauert und mit Gestein verfüllt. Oben war eine Ziegelbedachung mit Wehrgang aufgefasst. Die Grundmauern eines der beiden Festen Häuser, unten gemauert und oben Fachwerk, sind angedeutet.

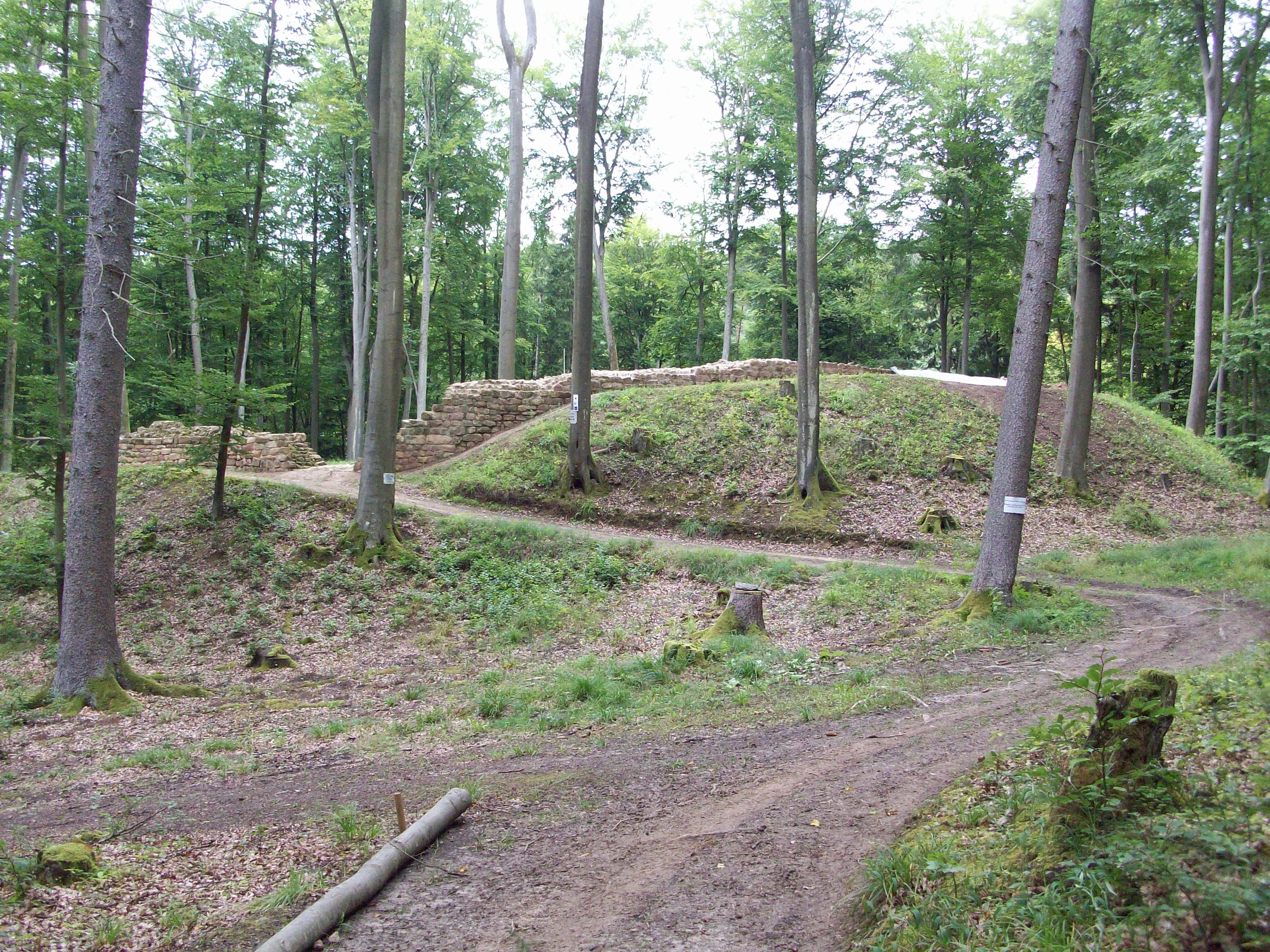
Blick von Osten (aus Richtung Vorburg) aufs Burgplateau (Sporn)

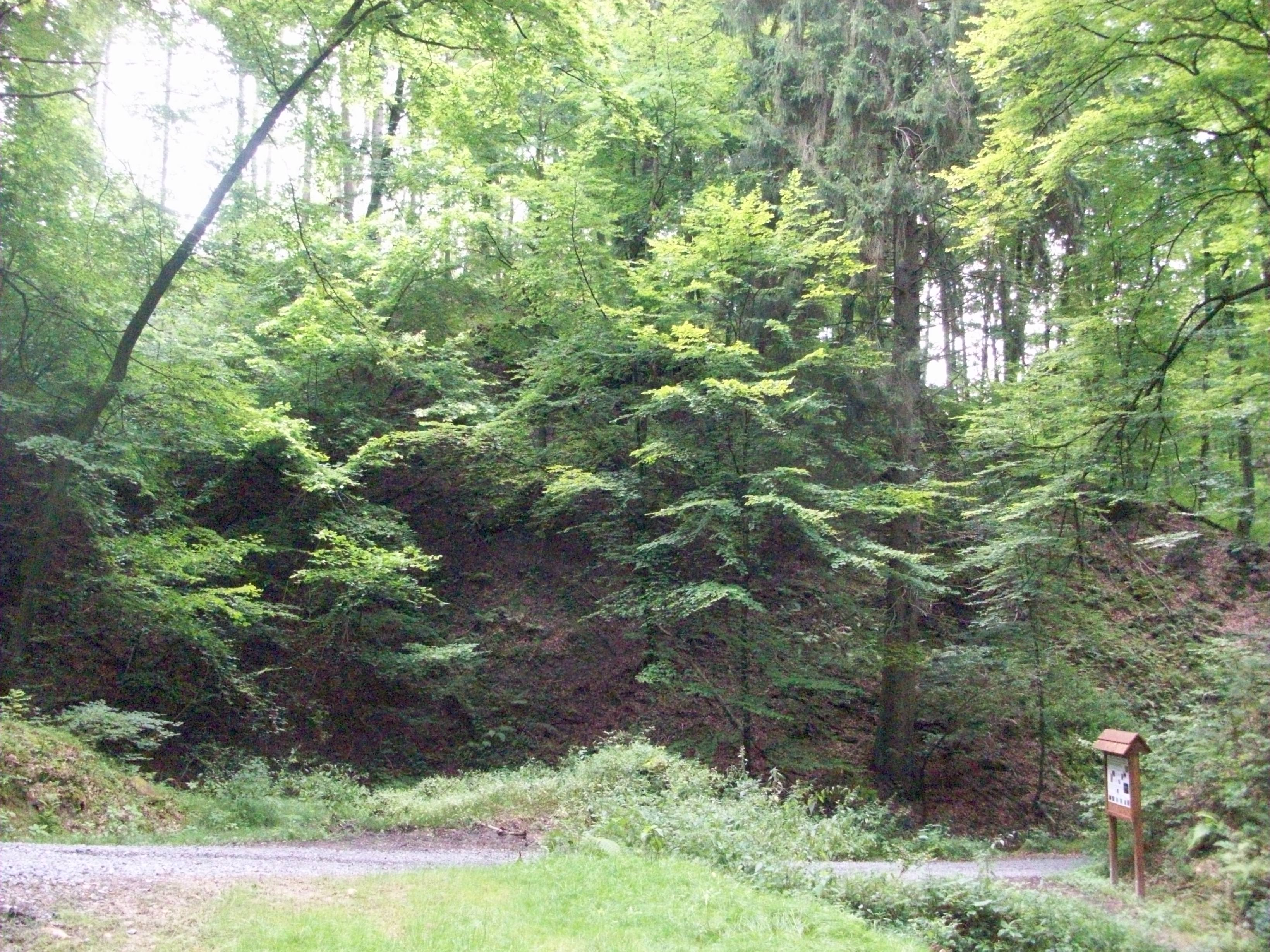
Der Burgberg mit steilen Flanken aus Richtung Norden

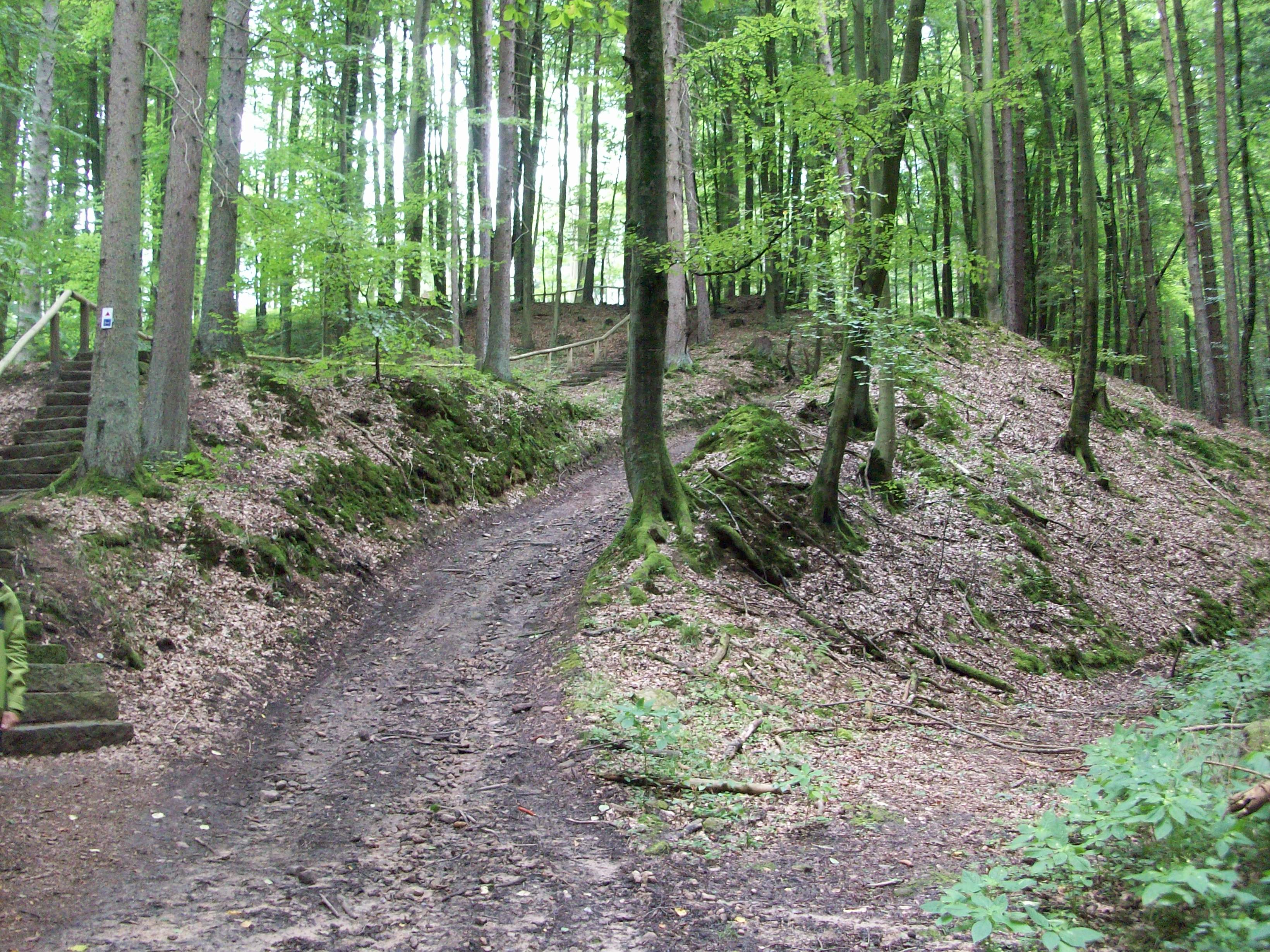
Neuzeitlicher (Treppe) und alter spiralförmig angelegter (mittelalterlicher) Aufstieg zur Burg. Rechts im Bild der Einschnitt des Schlossgrabens als südlicher Abschluss

Die Burgstelle der Spornburg befindet sich etwa zwei Kilometer östlich Kleinwallstadts und ca. 2,3 Kilometer südlich von Dornau im Kleinwallstädter Gemeindewald in der Gemarkung Lämmert („Waldflur Am Alten Schloss“, Flurnummer 9805). Sie liegt in Richtung Hausen auf einem Höhensporn des Buntsandsteins des Mittelgebirges Spessart, dessen umfließende Bäche zum nahen Main hin entwässern. Die umgebenden Höhen bilden den Anstieg des Spessarts im westlichen Bereich des Mainvierecks. Der Bergsporn des rund 290 m ü. NN hohen Berges Kirchhöhe erreicht in der Oberburg absolute Höhen von 197 m ü. NN. Damit liegt er etwa 30 bis 40 Höhenmeter über dem Niveau der scharf eingeschnittenen Naturgräben Saugegraben (nördlicher Graben) und Schlossgraben (südlicher Graben). Beide gehen westlich der Burgstelle in das südwärts zum Main abfließende Tal des Kohlplatzgrabens über; der von Nordosten einmündende Buschgraben gibt dem Bach im weiteren Verlauf seinen Namen.
Der nach Südwesten auslaufende Bergsporn war durch die scharf eingeschnittenen kleinen Täler im Norden, Westen und Süden gut gesichert. Die nordöstlich liegende Bergseite war durch einen Halsgraben und eine befestigte Vorburg zum Berg gesichert. Der Burgstall befindet sich rund 1800 Meter östlich der katholischen Pfarrkirche St. Peter und Paul in Kleinwallstadt und etwa 20 Kilometer nördlich der Pfarrkirche von Miltenberg. Von Kleinwallstadt kommend zieht auf der gegenüberliegenden westlichen Hangseite der Burgstelle der Kreuzweg vorbei, der als mittelalterlicher Pilgerweg zur Kapelle nördlich des Plattenberges führt.

## Geschichte
Da nur wenige und verstreute Urkunden zur Geschichte der Burgstelle vorlagen, die erst in neuerer Zeit zum Ende des 20. Jahrhunderts nach und nach zu den heutigen Erkenntnissen führten, gab es noch bis vor wenigen Jahren verschiedenste Vermutungen über die Zeit der Erbauung und über die Erbauer der Burg selbst. Heute ist klar zwischen den bisher für identisch gehaltenen Burgnamen Waldenberg und Waleberg (Waleburc) zu unterscheiden. Dabei sind die verschiedenen, sich teils widersprechenden, teils ergänzenden Untersuchungen und Ergebnisse von S. Grathoff aus dem Jahr 2005, von W. Hartmann von 1997 und 2000 und von T. Steinmetz von 1998 heute obsolet beziehungsweise müssen ergänzt oder neu geschrieben werden.
Die Burg Waldenberg kann heute auf dem Klosterberg bei Hösbach-Rottenberg lokalisiert werden. Diese befand sich in „Wurfweite“ zur vermuteten Burg Landesehre auf dem Gräfenberg und war Burg und Gegenburg zwischen Kurmainz und dem Haus Rieneck.
Auch die angeblichen Verbindungen zur Familie Focke von Wallstatt, die um 1932 vom Ortschronisten und Benefiziaten Kilian aufgebracht wurden, gelten heute als widerlegt.
Die nun erstmals für 1230 urkundlich belegte, von Kurmainz erworbene Burg Waleberg, nach der sich ab 1225 ein Konrad von Waleberg nannte, ist mit dem heutigen Namen Altes Schloss gleichzusetzen. Der Altname Waleberg deckt sich mit der früheren Schreibweise Walestat für (Klein)Wallstadt. Nahe der Burg ist auch der Flurname Wallburger Äcker überliefert. Darüber hinaus existieren weitere Bestätigungen für die Gleichsetzung Altes Schloss — Burg Waleberg.
Die Anlage wurde einst auf einem Bergsporn gut gesichert zwischen zwei tiefen Naturgräben (Nordseite und Ost-Südseite) errichtet. Die Spornseite nach Westen fällt steil in ein enges, in nord-südlicher Richtung verlaufendes, wasserführendes Tal ab. Bergseitig bot ein vor der Vorburg ausgehobener Halsgraben nach Osten Schutz vor Feinden. Die exponierte Lage erlaubte es, wichtige Handels- und Verkehrswege im Maintal und im Hochspessart gleichzeitig zu kontrollieren.
Die Burg wurde nach den archäologischen Erkenntnissen von 2010 erst kurz vor der Mitte des 13. Jahrhunderts erbaut. Die Richtung Westen bis zu zehn Meter hohe Ringmauer und vorgelagerte Schutzbauten der Vorburg im Osten wurden fertiggestellt. Ein Ausbau der Burg innerhalb der Mauer erfolgte nur teilweise. Die Befunde und Funde der Ausgrabungen ergaben, dass die gesamte Anlage im zweiten Drittel des 13. Jahrhunderts noch vor ihrer Vollendung schon wieder systematisch zerstört wurde. Systematisch deshalb, da sich durch die Ausgrabungen ein bewusstes in Brand setzen der inneren Fachwerkbauten und ein zielgerichtetes Niederlegen der Wehrmauern durch Untergraben nachweisen lassen. Die Auseinandersetzungen dürften im Konflikt zwischen den Besitzungen der Kurmainz um Aschaffenburg und den Besitzungen der Staufer entlang des Maintales einerseits und den folgenden Auseinandersetzungen von Mainz im Konflikt mit dem Versuch territorialer Ausweitung der Besitzungen der Herren von Rieneck aus dem Spessart in Richtung Main andererseits zu sehen sein.
Auf der ältesten Spessart-Karte, der Pfinzing-Karte von 1594, ist die Burg nicht mehr eingezeichnet, sondern schon als vom Wald überwucherter Burgstall dargestellt.
Freiliegende Mauerreste bestanden noch bis Ende des 18. Jahrhunderts. Teilweise wurden die Steine für den Häuserbau der Ortschaft Kleinwallstadt benutzt. Anfang des 20. Jahrhunderts waren keine freiliegenden Reste mehr sichtbar. Sie wurden erst durch vielfache Raubgrabungen und nicht genehmigte Ausgrabungen ansatzweise wieder offengelegt. Nach ungenehmigten Grabungen geschichtsinteressierter Bürger zwischen 1990 und 1992 erfolgten intensive archäologisch abgesicherte Ausgrabungen durch das Spessartprojekt zwischen 2006 und 2010.
Heute ist der Burgstall als Bodendenkmal D-6-6121-0043 Hoch- bis spätmittelalterlicher Burgstall „Altes Schloss“ vom Bayerischen Landesamt für Denkmalpflege erfasst.

## Ausgrabungsergebnisse 2006–2010
In den Jahren 2006 und 2007 sowie weitere Male 2009 und 2010 wurde der hochmittelalterliche Adelssitz ausschnittsweise archäologisch erforscht.
Die Arbeiten waren ein gemeinsames Projekt des Heimat- und Geschichtsvereins Kleinwallstadt e. V. des Marktes Kleinwallstadt und des Archäologischen Spessartprojekts. Eine nicht unerhebliche Förderung wurde durch die Kulturstiftung des Bezirks Unterfranken aufgebracht.
Der Burgstall war im 19. und 20. Jahrhundert Schauplatz mehrerer nicht genehmigter Ausgrabungen und Schürfungen. Im Falle des Alten Schlosses Kleinwallstadt war eine erneute Grabung dringend notwendig, um die von begeisterten Heimatforschern an der Burg betriebenen Aktivitäten von 1990 bis 1992 genauer in Augenschein zu nehmen. Inzwischen können die vom ergrabenen und restaurierten Burgstall gewonnenen Erkenntnisse zu Baugeschichte und Burgenalltag mit den Grabungsergebnissen anderer Burgen im Spessartraum verglichen werden.
Ziel der vom Landesdenkmalamt genehmigten und unterstützten Ausgrabungen war es, die von Seiten der Historiker bereits aufgearbeitete Geschichte der Anlage auch von archäologischer Seite so präzise wie möglich zu erfassen. Dadurch konnten die Kenntnisse, die zuvor nur durch wenige Urkunden gestützt waren, untermauert und durch Funde zur Alltagsgeschichte bereichert werden. Mit Hilfe dieser Grabungsergebnisse ist es möglich, Maßnahmen zum nachhaltigen Schutz dieses regional wie überregional bedeutenden Bodendenkmals zu ergreifen. Für die folgenden Jahre ist nach Abschluss der Mauersanierung eine weitere wissenschaftliche Aufbereitung der Funde vorgesehen.
Die festgestellten Befunden lassen von archäologischer Seite folgende Sicht zu:
- Das Alte Schloss war keine aus dem Frühmittelalter gewachsene Burg, die sich aus einer Niederadelsburg wie zum Beispiel in der Art der Ketzelburg in Haibach entwickelte. Eine Vorgängeranlage ist nicht nachweisbar.
- Das homogene Fundmaterial und die Einheitlichkeit der Befunde, besonders der Ringmauer, zeigen, dass die Burg in einem Zug erbaut wurde. Die Errichtung erfolgte sehr effektiv und dürfte auch sehr schnell vor sich gegangen sein.
- Zum Bau der Burg war ein vergleichsweise hohes Kapital erforderlich, da Baumaterialien (Mauersteine, Mörtel und Ziegel) über weite Entfernungen herantransportiert werden mussten. Bauleistungen (durch Fachkräfte wie Fuhrunternehmer, Steinmetze, Ziegler, Steinbruchbetreiber) konnten nicht allein im Rahmen der Lehenspflicht der ortsansässigen Untertanen geleistet werden. Für solch eine hohe Investition kommen als Bauherren am ehesten der Erzbischof von Mainz, die Grafen vor Rieneck oder beider Gefolgsleute in Frage.
- Die Burg war nur eine kurze Zeit in Betrieb. War der Außenausbau fast vollständig abgeschlossen (hohe Ringmauer mit einem ziegelgedeckten Wehrgang und eine Zugangssituation in Form der korridorartigen Rampe, die spiralförmig zwei Drittel um die Burg lief, sowie eine Vormauer mit Graben, um die Spornseite neben der befestigten Vorburg zusätzlich abzusichern), so war der Innenausbau der Burg nur teilweise erfolgt (Errichtung eines Fachwerkhauses anstelle eines wohl ursprünglich geplanten Wohnturms, nur teilweise Bepflasterung des Innenhofes, keine Steinbauten, sondern nur ein zweiter Fachwerkbau auf schwachen Fundamenten).
- Keramikfunde, Becherkacheln, weiteres Fundmaterial wie ein Stachelsporn, Aquamanile, Schnallen, Nägel, Gürtelbesatz, Spinnwirtel, Kamm und Messingapplikationen datieren die Erbauungs-, Nutzungs- und Zerstörungszeit der Burg relativ exakt in das zweite Drittel des 13. Jahrhunderts. Es finden sich keine davor oder danach datierbaren Funde.
- Die gefundenen massiven Zerstörungen der Burg weisen Parallelen zur Burg auf dem Gräfenberg bei Hösbach-Rottenberg auf. Die Kleinwallstädter Burg wurde ebenso systematisch wie außerordentlich sorgfältig von der Landkarte getilgt. Die Zerstörung erfolgte so tiefgreifend, dass eine Wiederinbetriebnahme der Anlage nahezu unmöglich war. Das Fundament der Ringmauer wurde an neuralgischen Stellen vollständig zum Einsturz gebracht. Dies war keine willkürliche Zerstörung, sondern eine Ingenieursleistung mit einem klar durchdachten Konzept. Die Niederlegung der Burg erfolgte in zwei Phasen: In der ersten Phase wurden die hölzernen Aufbauten zerstört. Es erfolgte keine Rückbebauung, sondern alles Verwertbare (Kachelöfenreste, wertvolles Fensterglas und sonstiges Mobiliar belegen die hohe damalige Qualität der Bauten) wurde durch Brandlegung unwiederbringlich zerstört. In der zweiten Phase wurden die Außenmauern niedergelegt und zwar so vollständig, dass buchstäblich kein Stein mehr auf dem anderen verblieb. Es kann angenommen werden, dass eine zeitnahe oder auch langfristige Wiederbesiedlung des Areals verhindert werden sollte. Die archäologischen Befunde erlauben auch die Schlussfolgerung, dass die Zerstörung nicht im Rahmen einer Belagerung erfolgte, denn sonst hätte sich nicht die zeitliche Abfolge von systematischer Brandlegung und Niederlegung der Mauern nachweisen lassen.

Die Schleifung der Burg und andere systematische zerstörte Burgen der Region sind sichtbare Folge der Niederlage der Rienecker gegen das Bistum Mainz am westlichen Spessartrand. Es  bedarf derzeit noch weiterer Forschungen, um die Geschichte der Burg und vor allem die ihrer Besitzer definitiv festlegen zu können.

## Architektur

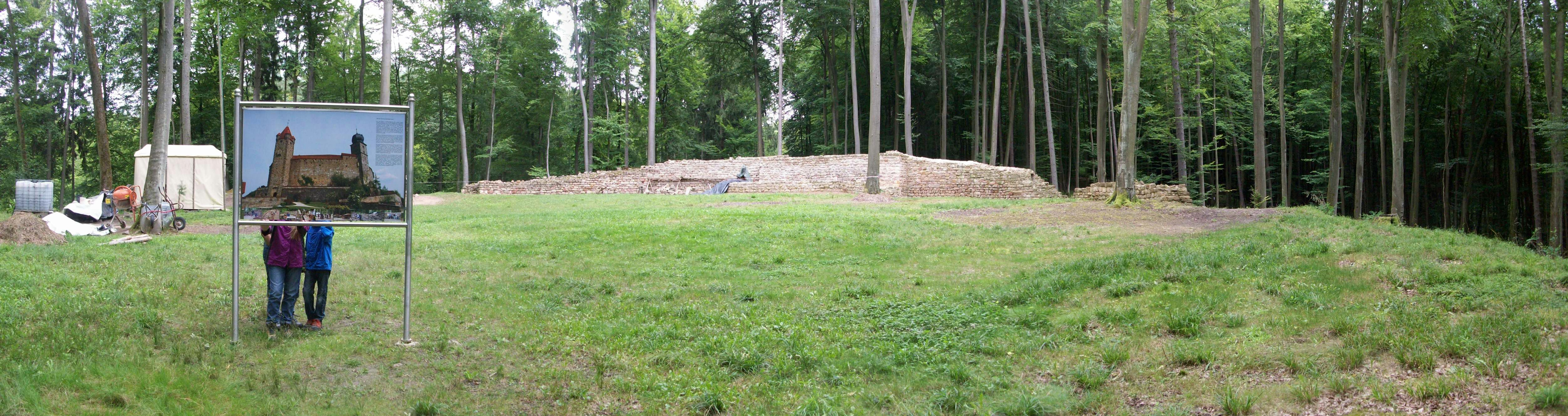
Blick auf das Burgstallgelände vom heutigen Aufgangsbereich aus

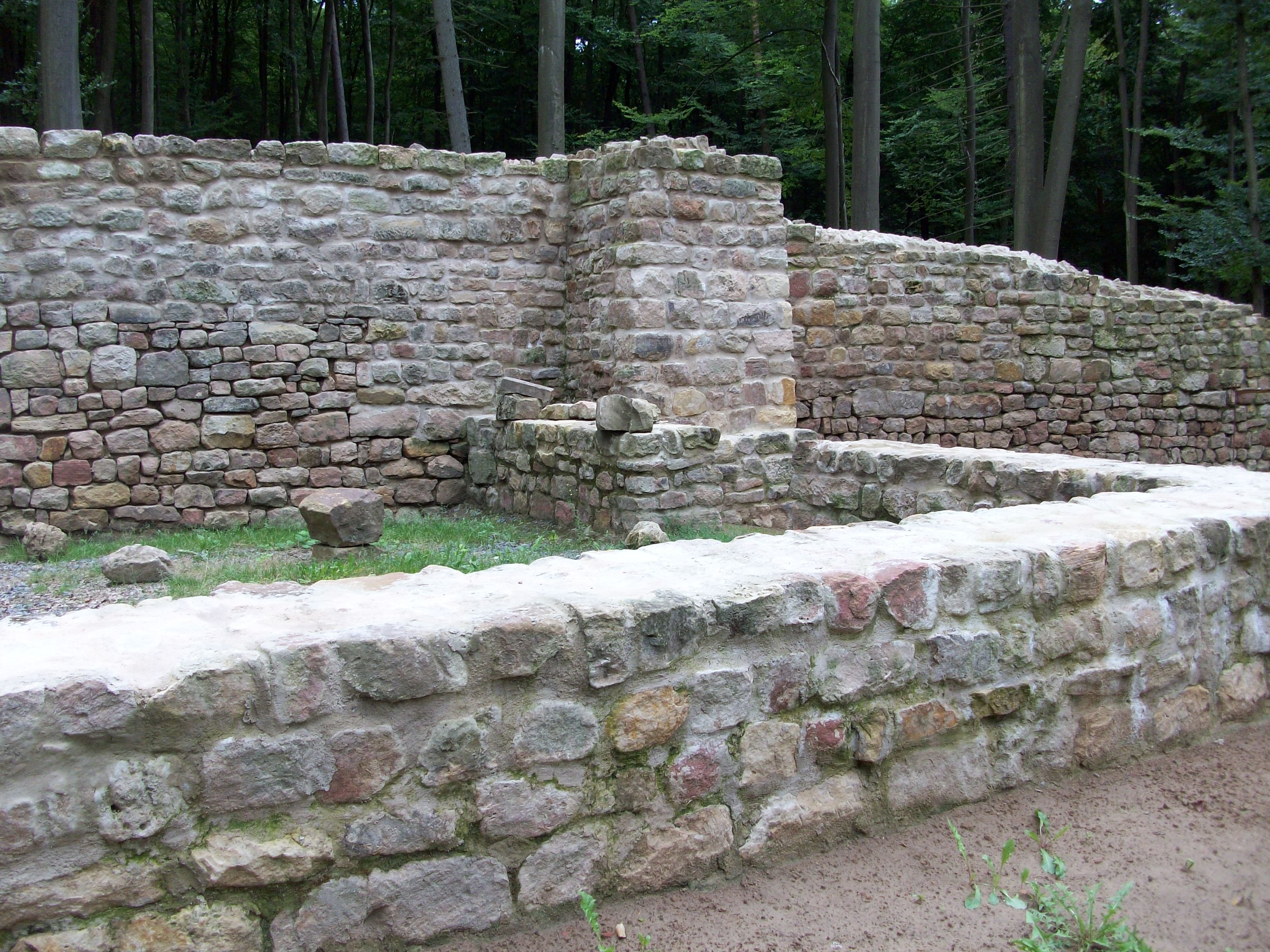
Restaurierte Grundmauer eines der Burggebäude, das an die Burgmauer gegen Nordosten hin angelehnt war

Da die Burg nur über den kurzen Zeitraum von weniger als einem Jahrhundert bestand, war die Grundstruktur (Umfassungsmauer, Festes Haus) bereits fertig gebaut, ein weiterer Ausbau (Wehrtürme, steinerner Palas, Funktionsgebäude) aber unterblieb und konnte in den zwei Grabungskampagnen auch nicht nachgewiesen werden. Der Bau erfolgte aus weißem Sandstein, wie er im östlich gelegenen Hausen vorkommt. Die Ausgrabungen haben auch eine besiedelte Vorburg nachweisen können.
Die Waleburc teilte sich in eine an der südwestlichen Spornspitze gelegene Kernburg und in eine östlich davor anschließende Vorburg auf. Die etwa quadratische Burgstelle wird an ihrer West-, Nord- und Südseite durch den Steilabfall des Geländes in kleine Täler geschützt, an der Ostseite der Spornkuppe steigt das Vorgelände bis zum Gipfelpunkt des Berges Kirchhöhe an.
Die Vorburg befindet sich auf einem Sattel zwischen der Kernburg auf der Spornkuppe und dem ansteigenden Gelände im Osten. Dieser Burgbereich war etwa 90 Meter lang und 50 Meter breit. Die Ostseite der Vorburg, die frühere Zugangsseite zur Burg, wird durch einen von Nord nach Süd verlaufenden Halsgraben gesichert, dieser ist noch zehn Meter breit und 3,5 Meter tief. Heute verläuft durch diesen Graben ein Waldweg. An seiner Innenseite wurde zusätzlich ein Wall von einem Meter Höhe und drei Metern Breite aufgeschüttet. Weitere Spuren einstiger Bebauung der Vorburg waren bis zu den Ausgrabungen der 2000er-Jahre nicht mehr oberirdisch sichtbar.
Die in ihrem Grundriss etwa kreisrunde Kernburg hatte einen Durchmesser von 46 Metern und war von einer polygonalen Ringmauer umzogen. Sie lag auf einer sich rund einen Meter über den Sattel erhebenden Kuppe. An der Ostseite der Kernburg befindet sich über der einen Meter hohen Böschungskante noch ein zwei Meter hoher und drei Meter breiter Wall – der Überrest der verfallenen Ringmauer. An Nord- und Südseite wird die Kernburg durch eine etwa fünf Meter tieferliegende und sechs Meter breite Terrasse begleitet, an der Westseite fehlt diese.
Im Bereich der Kernburg finden sich noch Mauerreste der Ringmauer und eines quadratischen Gebäudes an der Ostseite. Das zweischalige Mauerwerk besteht aus Kleinquadern mit einem Füllmauerwerk aus Opus spicatum (Fischgrätmauerwerk).

## Heutige Nutzung

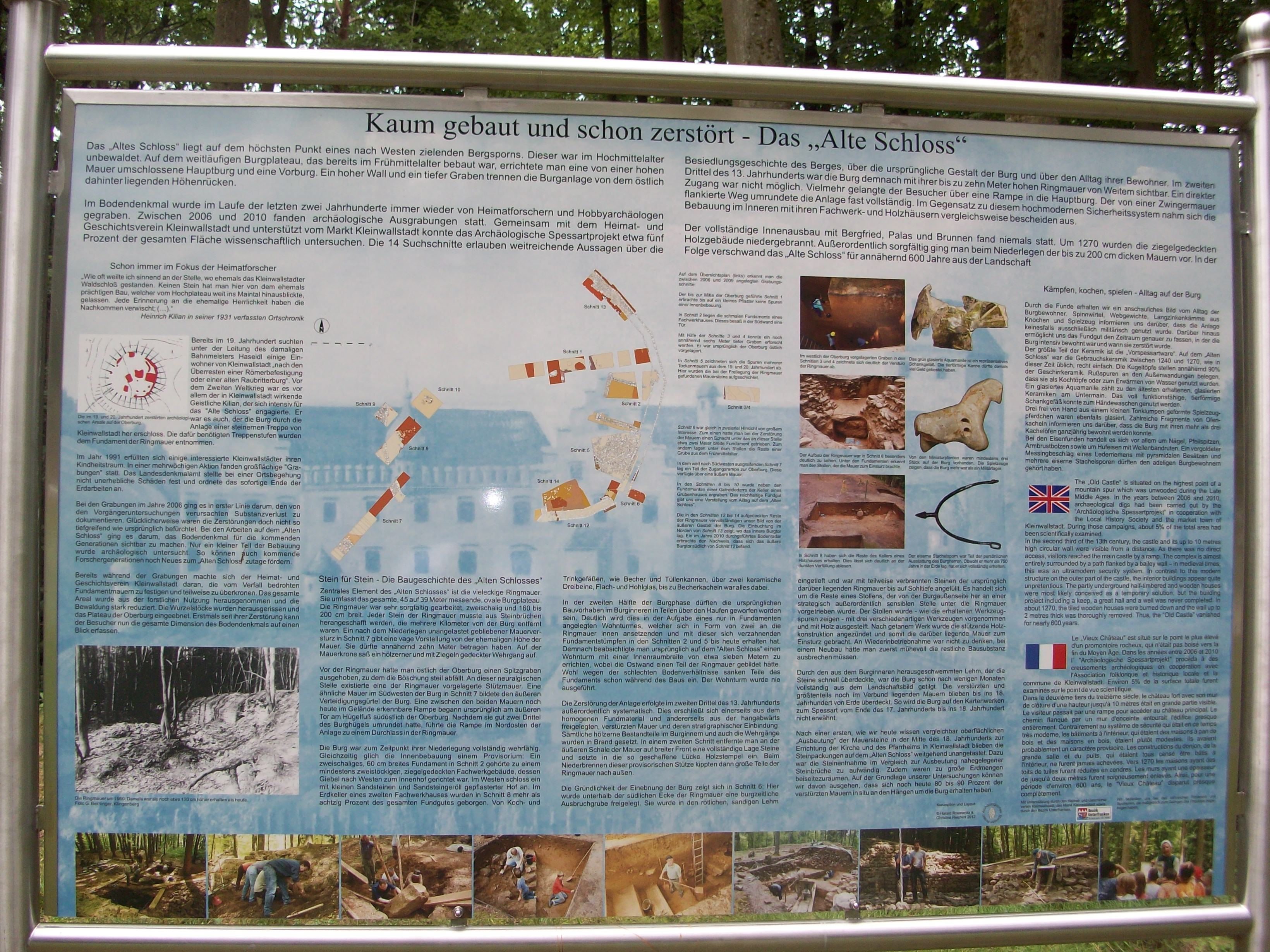
Kaum gebaut – schon zerstört. Titel der Informationstafel mit Informationen zur Geschichte der Burg und Ausgrabungsergebnissen

Nach den Ausgrabungen von 2006 bis 2010 wurden Teile der Wehrmauer und Fundamentreste im Innern der Burg restauriert und ansatzweise wiederaufgebaut. Eine großflächige Informationstafel zu den Befunden und Deutungen wurde aufgestellt. Das Gelände und seine Umgebung sind begehbar und vermitteln anschaulich eine Vorstellung vom Burgenbau und von den Konflikten der Region im Mittelalter. Dazu eignet sich der vieltafelige Waldlehrpfad, der wie ein Rundgang um die Burg angelegt ist.